# Čestmír Kráčmar
Čestmír Gorazd Kráčmar (26. června 1934 Praha – 29. srpna 2007) byl český historik, spisovatel, hudební pedagog, sólista opery Jihočeského divadla (baryton). Nositel řádu sv. Cyrila a Metoděje.

## Umělecká činnost
Jednalo se o dlouholetého zpěváka někdejšího vojenského hudebního tělesa Armádního uměleckého souboru Víta Nejedlého (AUS VN). Později působil jako sólista opery Jihočeského divadla v Českých Budějovicích a hostující sólista Národního divadla v Praze.

## Literární činnost
- Seznam děl v Souborném katalogu ČR, jejichž autorem nebo tématem je Čestmír Kráčmar

Jedná se o autora knih :
- Panychida za statečné (Praha, 1988)
- Výstřely na Požárech (Rakovník, 1991, reed. 1997), které opatřil vlastními fotografiemi
- Klukoviny (Rakovník, 1992)
- Vzpomínky z Rakovnicka
- Cyrilometodějská poutní píseň
- Jeroným Pražský
- Úvod do studia hlasové výchovy a zpěvu

Působil také jako dlouholetý, později hlavní redaktor časopisu Hlas pravoslaví, až do své smrti roku 2007.

## Duchovní činnost
Jeho otec Čestmír byl v roce 1950 zvolen prvním biskupem olomoucko-brněnské eparchie, dále biskupem pravoslavné církve v Sokolově a představeným Rady starších československé pravoslavné církve.
Jeho rodina se podílela na ukrývání parašutistů v chrámu sv. Cyrila a Metoděje v Praze po atentátu na zastupujícího říšského protektora Reinharda Heydricha v roce 1942.

## Pedagogická činnost
Čestmír Kráčmar stál společně s Josefem Rybičkou u zrodu Pěvecké konzervatoře Praha, kde také byl jejím prvním ředitelem a profesorem (obor klasický zpěv a historie), později jen profesorem. Mezi jeho žaký patřil například Radek Seidl.